# Mosannona xanthochlora
Mosannona xanthochlora (Diels) Chatrou – gatunek rośliny z rodziny flaszowcowatych (Annonaceae Juss.). Występuje naturalnie w Ekwadorze oraz Peru. 

## Morfologia
PokrójZimozielone drzewo dorastające do 6 m wysokości. Gałęzie są owłosione.
LiścieMają podłużnie lancetowaty kształt. Mierzą 22 cm długości oraz 7 cm szerokości. Nasada liścia jest rozwarta. Blaszka liściowa jest całobrzega o tępym wierzchołku. Ogonek liściowy jest owłosiony i dorasta do 6–7 mm długości.
KwiatyZebrane po kilka w pęczki, rozwijają się w kątach pędów. Działki kielicha mają owalny kształt. Płatki mają eliptyczny kształt i osiągają do 10–12 mm długości.